# Tmesisternus brandti
Tmesisternus brandti là một loài bọ cánh cứng trong họ Cerambycidae.